# 格拉斯萊克特設鎮區 (密歇根州)
格拉斯萊克特設鎮區（英語：Grass Lake Charter Township）是位於美國密歇根州傑克遜縣的一個特設鎮區。

## 地方資料
格拉斯萊克特設鎮區的面積為124.30平方千米，當中陸地面積為120.30平方千米，而水域面積為4.00平方千米。根據2020年美國人口普查的數據，當地共有人口6069人，而人口密度為每平方千米48.83人。